# Tellurische stroom
Een tellurische stroom (Latijn: tellus, aarde) of aardstroom is een elektrische stroming door de aardkorst en oceanen. De stromen worden veroorzaakt door natuurlijke verschijnselen, zoals variaties in het geomagnetische veld van de aarde of poollicht activiteit ten gevolge van sterke zonnewinden.
De aardstromen veroorzaakt door variaties in het magnetisch veld zijn meestal van zeer korte duur, wat ze geschikt maakt voor het meten van de conductiviteit van de aarde. Een analoge meting van aardstromen wordt een tellurigram genoemd.
Tellurische stroom dient niet verward te worden met aardstralen.